# Nueva Galicia

Nueva Galicia eller ibland Nya Galicien var en region i Nya Spanien, den nordvästra delen av de spanska besittningarna i norra Amerika. Regionen var uppkallad efter Galicien i västra Spanien. Området består av det som senare kom att bli de mexikanska delstaterna Aguascalientes, Colima, Jalisco, Nayarit och Zacatecas.

## Första territoriella indelningen
- Nueva Galicia-provinsen; Nayarit och Jalisco.
- Los Zacatecas-provinsen; Aguascalientes och Zacatecas.
- Colima-provinsen; Colima.

## Andra territoriella indelningen
- Intendencia de Guadalajara; Nayarit, Jalisco och Colima.
- Intendencia de Zacatecas; Aguascalientes och Zacatecas.